# Breakout (videojuego)
Breakout es un videojuego arcade desarrollado por Atari, Inc. y lanzado al mercado el 13 de mayo de 1976. Fue creado por Nolan Bushnell y Steve Bristow, influenciados por el videojuego de 1972 Pong, también de Atari. En 1978 se distribuyó la versión para el Atari 2600 y en 1983 la versión para MSX. Posteriormente fue mejorado en videojuegos como el Super Breakout.

## Jugabilidad
En la parte inferior de la pantalla una barra horizontal simula una raqueta de front-tenis que el jugador podía desplazar de izquierda a derecha. En la parte superior se situaba una banda conformada por rectángulos que simulaban ser ladrillos, cuya sección de la pantalla llevaba una hoja transparente con colores superpuesta para dar la ilusion de que el juego era a colores. Una bola descendía de la nada y el jugador debía golpearla con la raqueta, entonces la pelota ascendía hasta pegar en el muro, los ladrillos tocados por la pelota desaparecían. La pelota volvía a descender y así sucesivamente. El objetivo del juego era terminar con la pared de ladrillos.

## Desarrollo
Nolan Bushnell y Steve Bristow tenían la idea de convertir Pong en un videojuego para un jugador, donde el jugador utilizara una pelota para romper una pared de ladrillos sin perder la pelota en su rebote. Bushnell estaba seguro de que el juego sería popular, y ambos se unieron para producir un prototipo. Al Alcorn fue asignado como gerente del proyecto, y empezó el desarrollo con Cyan Engineering en 1975. Ese mismo año, Alcorn asignó a Steve Jobs para diseñar el prototipo. A Jobs le ofrecieron 750 dólares, con un extra de 100 cada vez que un chip fuera eliminado del prototipo. Jobs prometió completar el prototipo en cuatro días.
Jobs aseguró a su amigo Steve Wozniak —empleado de Hewlett-Packard— que era capaz de producir un diseño con unos pocos chips, y le invitó a trabajar en el diseño de hardware con la promesa de dividir los 750 dólares. Wozniak no tenía bocetos, por lo que interpretó el juego por su descripción. Para ahorrar costes, tenía "ciertos diseños" difíciles de interpretar para muchos ingenieros. Cerca del fin del desarrollo, Wozniak consideró mover el marcador a la parte superior, pero Jobs le aseguró que Bushnell lo quería en la parte inferior; Wozniak no era consciente de la veracidad o no de las afirmaciones de Jobs. Wozniak cumplió el plazo tras trabajar durante cuatro días seguidos sin dormir. Al final 50 chips fueron eliminados del diseño original de Jobs. Esto equivalía a una bonificación de 5.000 dólares, que Jobs ocultó a Wozniak, pagándole solamente los 350 dólares ofrecidos originalmente.
Atari fue incapaz de utilizar el diseño de Steve Wozniak. Con el diseño de la tarjeta con la menor cantidad de chips posibles, también recortó la cantidad de chips (TTL) a 42, lo que hacía difícil su fabricación. Sin embargo, Wozniak aseguró que  Atari no pudo entender el diseño, y especuló "posiblemente algún ingeniero trató de hacer alguna modificación". Al final Atari terminó utilizando su propia versión para la producción, la cual contenía cerca de 100 chips TTL. Wozniak encontró que el tipo de juego era el mismo que su creación original, y no pudo encontrar diferencias.

## Legado
Entre los juegos derivados del Breakout, el más popular es el Arkanoid.

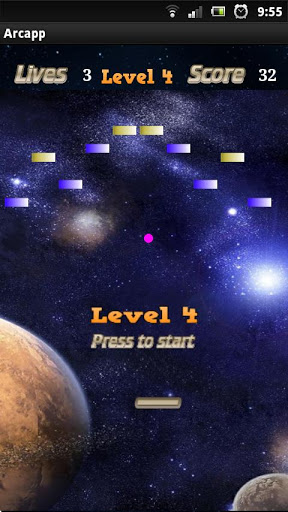
"Arcapp, blocks breaker", es uno de los muchos juegos inspirados en Breakout

La versión de Atari 2600 del Breakout fue inspiradora para uno de los primeros virus de PC denominado "Bouncing ball" o "Ping-pong", el cual era inofensivo para la información pero molesto para la visualización, ya que el virus activaba una pelotita que se la pasaba rebotando de lado a lado y de arriba abajo en todo el espacio del monitor.

## Otros juegos
- Algunos dispositivos han tenido diferentes versiones. Las más notables son los creadas para iPod y la de BlackBerry Brick Breaker aprovechando su manejo. Una variante para consola fue de Nintendo, lanzado en 1989 para el sistema Game Boy original titulado Alleyway, donde Mario controla la pala.
- MicroVision (1979) el primer dispositivo portátil de cartuchos intercambiables, que incluía el juego Block Buster, un sencillo clon de Breakout.
- La fase de bonificación en el Pinball de la NES se juega como si fuera un Breakout.
- Una versión actualizada llamada Bebop fue creada en los años 90.
- Versiones recientes de Turbo Pascal vienen con Breakout, incluido el código fuente, como un ejemplo de ese lenguaje.
- El minijuego Sonic the Hedgehog (2006) se basa en Breakout.
- Una versión de Basic de Breakout llamado Thro' the wall fue incluido como parte del software introductorio en el ZX Spectrum.
- En android existen decenas de versiones del famoso "breakout" como "Arcapp, blocks breaker" que podemos ver en la captura.

## Homenajes
El 13 de marzo de 2013, Google habilitó un juego interactivo para la búsqueda "Atari Breakout" en su servicio de imágenes. Con ello, el motor de búsquedas celebró el aniversario número 37 del lanzamiento del juego.
Aparece en la película Pixels con la apariencia de su subnombre Brick Breaker